# Polpaico
Polpaico o Plazuela de Polpaico es una entidad rural de la Región Metropolitana de Santiago, estando administrativamente dentro de la Provincia de Chacabuco, y a su vez, en la comuna de Tiltil. Su ubicación está a unos 11 km de la ciudad antes mencionada. 

Esta pequeña localidad es orillada por el Estero Tiltil y registra un total de 369 habitantes según el Instituto Nacional de Estadísticas.
El nombre de Polpaico viene del mapudungún "agua ensuciada".

## Orígenes
La localidad nació gracias a la compra de la Hacienda Polpaico por parte de Polpaico en 1944. Desde entonces, la localidad creció en torno al desarrollo de la empresa homónima.

### Estación
Extracto de Estación Polpaico:
La Estación Polpaico fue una estación de servicio ferroviario ubicada en la localidad homónima. Era parte del tramo de Santiago-Valparaíso hasta el choque de Queronque, momento en que sería desplazado al tramo de Santiago-Tiltil. Debido a la poca demanda sería desmantelada en 1994.

## Demografía
Polpaico registró en el censo chileno de 2017 un total de 369 habitantes, de los cuales 190 eran hombres y 179 mujeres. Debido a esto, la localidad fue categorizada como una aldea. Además, también se visualizó que habían 116 viviendas a lo largo del sector.